# 딕 아드보카트
디르크 니콜라스 "딕" 아드보카트(네덜란드어: Dirk Nicolaas "Dick" Advocaat 디르크 니콜라스 "딕" 아드보카트[*], 1947년 9월 27일 ~ )는 네덜란드 헤이그 출신의 축구 지도자로 현재 퀴라소 축구 국가대표팀의 사령탑을 맡고 있으며 2005년부터 2006년까지 대한민국 축구 국가대표팀의 감독을 맡았고 2010년부터 2012년까지 러시아 축구 국가대표팀의 감독을 역임했다. 별명은 '작은 장군'이라는 뜻의 '리틀 제너럴'(The Little General)으로 그의 스승이었던 리뉘스 미헐스의 별명 '제너럴'(The General)을 이어받은 것이다.

## 클럽 경력
딕 아드보카트는 선수 시절, 다혈질이지만 노력파 미드필더로 알려진 바 있다. 그는 네덜란드 에레디비시의 ADO 덴하흐, 로다 JC, VVV 펜로, 스파르타 로테르담, FC 위트레흐트와 북미 축구 리그 (메이저 리그 사커 이전의 축구 리그)의 샌프란시스코 게일즈, 시카고 스팅에서 활약하였다.

## 지도자 경력

### 네덜란드
32세에 HFC 하를럼과 SVV에서 선수지도를 시작하였으며, 후에 네덜란드 국가대표팀의 전설인 '제너럴' 리뉘스 미헐스 감독과 함께 네덜란드 국가대표팀을 지도하였다.

### PSV 에인트호번
1994년 FIFA 월드컵에서 감독으로 네덜란드를 8강에 올려 놓았다. 이후 PSV 에인트호번의 감독을 맡아 1996년 네덜란드 컵과 1997년 네덜란드 리그 챔피언십을 차지하였다.

### 레인저스 FC
1998년 아드보카트는 스코틀랜드의 명문 구단 레인저스 FC 구단주 데이비드 머레이의 요청으로 스코틀랜드 프리미어리그에 와서 감독을 맡았다. 레인저스는 1998-99 시즌 동안 가능성 있는 신인들을 영입하여 라이벌 셀틱 FC의 독주를 깼다. 이때 영입된 네덜란드 선수로 아르투르 뉘만, 베르트 콘테르만, 미하엘 몰스, 로날트 더 부르, 페르난도 릭센 등이 있다. 아드보카트는 부임 첫 해에 성공적으로 스코틀랜드 프리미어리그의 왕좌와 몇 대회의 우승을 가져왔다. 한 시즌 후 다시 스코틀랜드 프리미어리그 챔피언십을 다시 차지하여 레인저스 FC는 UEFA 챔피언스리그에 참여하였다. 그러나 마틴 오닐이 셀틱 FC에 새로운 감독으로 부임하면서, 라이벌 셀틱 FC에게 스코틀랜드 프리미어리그 최강자의 자리를 빼앗겼다. 이 결과로 아드보카트는 감독 자리를 알렉스 맥리쉬에게 내놓고 총감독을 맡았다.

### 네덜란드로의 복귀
아드보카트는 2002년 1월 2002년 FIFA 월드컵 본선 진출에 실패한 루이스 판 할의 뒤를 이어 네덜란드 국가대표팀을 다시 맡아 UEFA 유로 2004 예선전을 이끌었다. 네덜란드는 그룹 예선에서 체코의 뒤를 이어 2위를 하면서 플레이오프를 치르게 되었다. 1차전에서 예상치 못하게 1-0으로 패배하면서 언론에게서 엄청난 비난을 받았다. 결국 2차전에서 6대 1로 대승하면서 본선에 진출하였지만 국가대표 중 몇몇은 언론과의 인터뷰를 거절하기까지 하였다. 그러나 곧 아드보카트에 대한 신뢰는 회복되어 그는 대회동안 감독직을 유지하였다.
UEFA 유로 2004 본선에서 네덜란드를 이끌었지만, 네덜란드 언론은 그에 대해 비판적이었다. 팀이 준결승전에서 지리멸렬한 경기 끝에 포르투갈에 2-1로 지고 말았다. 팀 내부에서도 그의 전술에 대한 비판적인 목소리가 있었다. 특히 1회전 토너먼트 체코와의 두 번째 경기의 패배에 대해서는 2-0으로 여유있게 이기고 있던 상황에서 아드보카트는 대회 동안 많은 기여를 한 아르연 로번 대신에 노쇠한 파울 보스펠트를 미드필드에 기용하여 패배를 자초하였다고 비난을 받았다. 나중에 열광적인 축구팬으로부터 살인협박까지 받게 되자 2004년 7월 6일 감독직을 사임하였다. 이후 독일 클럽팀인 보루시아 묀헨글라트바흐를 맡지만 6개월이 안 된 2005년 4월 18일 다시 자리에서 물러났다.

### 대한민국

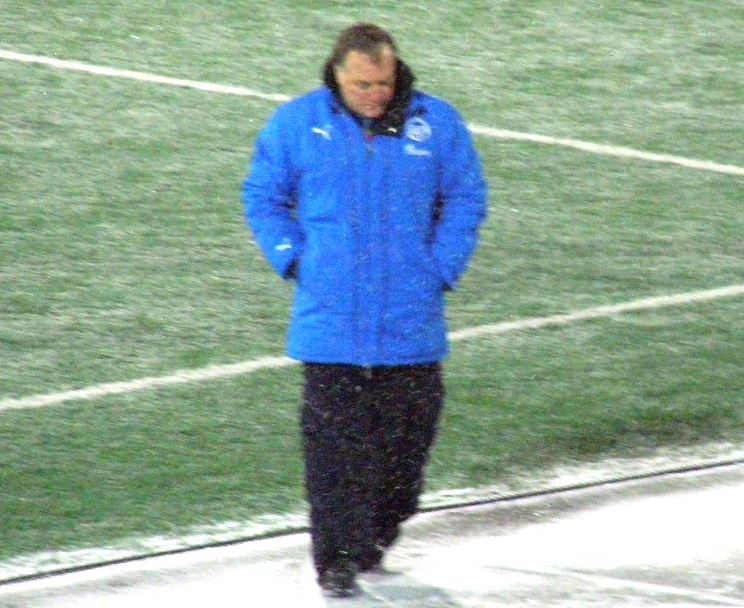
FC 제니트 상트페테르부르크에서의 딕 아드보카트

2005년 7월 아랍에미리트의 감독을 맡게 되지만, 요하네스 본프레러 전 감독의 후임을 찾고 있던 대한축구협회의 부름을 받아 두 달 만에 대한민국 국가대표팀 감독으로 취임하게 되었다. 이 사건을 두고 비도덕적이라는 비난이 있었지만, 언제든지 자리를 옮길 수 있도록 한 계약내용이 공개되면서 별 탈 없이 대한민국 국가대표팀의 지도를 시작할 수 있었다.
그리고 2006년 FIFA 월드컵에서 대한민국 대표팀을 이끌고 G조 조별 예선에 나서 토고에 2:1 승리, 프랑스에 1:1 무승부, 스위스에 0:2 패배를 기록하면서 1승 1무 1패의 성적으로 조별리그 탈락이라는 성적을 거두었다. 사실 코엘류, 본프레레 등 계속적인 감독 경질로 뒤늦게 대한민국 국가대표 축구팀의 사령탑이 된 탓에 아드보카트는 자신의 전술을 제대로 적용해보지도 못한 채 월드컵에 출전해야 하였다. 4년 후에는 허정무가 자신이 하지 못했던 원정 첫 16강 진출을 이루게 된다.

### FC 제니트 상트페테르부르크
FIFA 월드컵 준비 기간 동안 미리 러시아 프리미어리그의 FC 제니트 상트페테르부르크 클럽과 협의를 마친 아드보카트는 2006년 7월부터 FC 제니트 상트페테르부르크의 감독에 취임하였고, 대한민국의 이호, 김동진을 영입하였다. 2006년 러시아 프리미어리그에서 6위를 차지하며 2007-08시즌 UEFA컵 진출권을 확보하였고, 2007년 러시아 프리미어리그 우승과 2007-08시즌 UEFA컵 우승을 이끌어 성공적인 감독 생활을 보냈다. 하지만 2007년 9월 21일 오스트레일리아 대표팀 감독을 맡기로 결정되었지만 연봉 문제로 인하여 결정을 번복했던 적이 있었으며, 2009년 시즌 도중 벨기에 대표팀 감독에 시즌 후 취임하기로 계약하였고, 이 일이 계기가 되어 팀의 부진과 맞물려 8월 FC 제니트 상트페테르부르크 감독에서 해임되었다.

### 세르비아
감독을 맡았지만 결국 아드보카트 감독은 세르비아의 2016 유럽축구선수권대회(유로 2016) 예선 통과의 임무를 띠고 지난 7월 지휘봉을 잡았지만 4경기를 치르면서 1승2무1패의 신통치 않은 성적표를 받아들었다. 11월에 사퇴를 했다.

### 선덜랜드 AFC
성적 부진으로 거스 포옛 감독을 경질 시키고 아드보카트가 2015년 3월17일자로 감독 선임이 되었다. 남은 경기들에서 선전하여 극적으로 선덜랜드를 잔류시켰다. 2015년 5월 28일 은퇴를 선언했지만, 보드진의 설득으로 계약을 1년 연장했다. 하지만 15/16 시즌 초에 성적 부진으로 2015년 10월 5일에 사임하였다.

### FC 제니트 상트페테르부르크해임 후
FC 제니트 상트페테르부르크의 부진으로 인해 해임된 이후에, AZ 알크마르의 감독이 되었다. 거스 히딩크가 러시아 축구 국가대표팀과의 계약이 만료되고 나서 터키 축구 국가대표팀의 감독이 되자, 후임으로 아드보카트가 러시아 축구 국가대표팀을 맡게 되었다. UEFA 유로 2012에서는 체코와의 첫 경기에서 4-1로 대승을 거뒀지만, 1승 1무 1패로 조별 리그에서 탈락하면서 팬들의 비난을 받았다.

## 같이 보기
- 대한축구협회
- 거스 히딩크
- 핌 페르베이크
- 요하네스 본프레러
- 이안 포터필드 (Ian Porterfield)
- 리뉘스 미헐스 - 별명: 제너럴(The General)
- 토탈 풋볼